# Marjorie Cameron
Pour les articles homonymes, voir Cameron.
Marjorie Cameron Parsons Kimmel (Belle Plaine, Iowa, 23 avril 1922 - Los Angeles, 24 juillet 1995), qui utilisait professionnellement le mononyme Cameron, est une artiste, poète, actrice et occultiste américaine. Adepte de Thelema, le nouveau mouvement religieux créé par l'occultiste britannique Aleister Crowley, elle était mariée au pionnier des roquettes et à son camarade Thelemite Jack Parsons.
Elle s'est portée volontaire pour servir dans la marine des États-Unis pendant la Seconde Guerre mondiale, après quoi elle s'est installée à Pasadena, en Californie. Là, elle rencontre Parsons, qui la croit être la femme « élémentaire » qu'il a invoquée au début d'une série de rituels magiques sexuels appelés Babalon Working (en). Ils établissent une relation et se marient en 1946. Leur relation est souvent tendue, bien que Parsons a déclenché son implication dans Thelema et l'occultisme. Après la mort de Parsons dans une explosion à leur domicile en 1952, Cameron en vient à soupçonner que son mari a été assassiné et commence des rituels pour communiquer avec son esprit. Partie pour Beaumont, elle crée un groupe occulte multiracial appelé The Children, qui se consacre aux rituels de magie sexuelle dans le but de produire des « enfants lunaires » métisses pour les consacrer au dieu Horus. Le groupe se dissout rapidement, en grande partie parce que beaucoup de ses membres sont devenus préoccupés par les prédictions de plus en plus apocalyptiques de Cameron.
De retour à Los Angeles, elle se lie d'amitié avec le mondain Samson De Brier (en) et s'établit au sein de la communauté artistique d'avant-garde de la ville. Parmi ses amis se trouvent les cinéastes Curtis Harrington et Kenneth Anger. Elle apparaît dans deux des films de Harrington, The Wormwood Star et Marée nocturne, ainsi que dans le film d'Anger Inauguration of the Pleasure Dome. Plus tard, elle fait des apparitions dans des films d'art-house créés par John Chamberlain et Chick Strand. Restant rarement longtemps au même endroit pendant les années 1950 et 1960, elle vit à Joshua Tree, San Francisco et Santa Fe. En 1955, elle donne naissance à une fille, Crystal Eve Kimmel. Bien que des problèmes de santé intermittents l'empêchent de travailler, son art et sa poésie donnent lieu à plusieurs expositions. De la fin des années 1970 jusqu'à sa mort d'un cancer en 1995, elle vit dans un bungalow à West Hollywood, où elle élève sa fille et ses petits-enfants ; elle continue à manifester de l'intérêt pour l'ésotérisme, à réaliser des œuvres d'art et écrire de la poésie.
La reconnaissance de Cameron en tant qu'artiste s'accroît après sa mort, lorsque ses peintures sont présentées dans des expositions à travers les États-Unis. En 2006, la Fondation Cameron–Parsons est créée pour préserver et promouvoir son travail et, en 2011, une biographie, écrite par Spencer Kansa, est publiée.

## Biographie

### Jeunesse: 1922-1945
Cameron est née à Belle Plaine, Iowa, le 23 avril 1922. Son père, le cheminot Hill Leslie Cameron, est l'enfant adopté d'une famille écossaise-irlandaise ; sa mère, Carrie Cameron (née Ridenour), est d'origine néerlandaise. Elle est leur premier enfant et est suivie par trois frères et sœurs : James (né en 1923), Mary (né en 1927) et Robert (né en 1929). Ils vivent du côté nord le plus riche de la ville, bien que la vie reste néanmoins dure en raison de la Grande Dépression. Cameron fréquente l'école élémentaire Whittier et l'école secondaire Belle Plaine, où elle réussit bien en art, en anglais et en théâtre, mais échoue en algèbre, latin et éducation civique. Elle fait aussi de l'athlétisme, est membre du glee club et de la chorale. Relatant qu'un de ses amis d'enfance s'est suicidé et qu'elle aussi l'avait envisagé, elle se caractérise comme une enfant rebelle, affirmant que « je suis devenue la paria de la ville... Personne ne laissait leur enfant près de moi ». Elle a eu des relations sexuelles avec divers hommes ; après qu'elle est tombée enceinte, sa mère pratique un avortement illégal à domicile. En 1940, la famille Cameron déménage à Davenport où Hill obtient un poste à l'usine de munitions Rock Island Arsenal. Cameron termine sa dernière année d'études secondaires à la Davenport High School. En quittant l'école, elle travaille comme artiste d'affichage dans un grand magasin local.
Après l'entrée des États-Unis dans la Seconde Guerre mondiale, Cameron s'engage en février 1943 pour le Women Accepted for Volunteer Emergency Service, qui fait partie de la marine des États-Unis. Initialement envoyée dans un camp d'entraînement au Iowa State Teachers College à Cedar Falls, elle est ensuite affectée à Washington, DC, où elle sert comme cartographe pour les chefs d'état-major interarmées. Au cours de ces fonctions, elle rencontre le Premier ministre britannique Winston Churchill en mai 1943. Elle est réaffectée à la Naval Photographic Unit à Anacostia, où elle travaille comme maîtresse de garde-robe pour des documentaires de propagande, et pendant cette période, rencontre diverses stars d'Hollywood. Lorsque son frère James rentre aux États-Unis, blessé en service à l'étranger, elle déserte et retourne dans l'Iowa pour le voir, à la suite de quoi elle est envoyée en cour martiale et confinée dans une caserne pour le reste de la guerre. Pour des raisons qui lui sont inconnues, elle reçoit une décharge honorable de l'armée en 1945. Pour rejoindre sa famille, elle se rend à Pasadena, en Californie, où son père et ses frères ont trouvé du travail au Jet Propulsion Laboratory (JPL).

### Jack Parsons: 1946-1952
À Pasadena, Cameron tombe sur un ancien collègue, qui l'invite à visiter la grande maison de style artisan américain où il loge au 1003 Orange Grove Avenue, également connue sous le nom de « The Parsonage ». La maison est ainsi nommée parce que son bail appartenait à Jack Parsons, un spécialiste des fusées qui a été un membre fondateur du Jet Propulsion Laboratory et qui est également un fervent adepte de Thelema, un nouveau mouvement religieux fondé par l'occultiste anglais Aleister Crowley à 1904. Parsons est le chef de l'Agape Lodge, une branche du Thelemite Ordo Templi Orientis (OTO). À l'insu de Cameron, Parsons vient de terminer une série de rituels utilisant la magie énochienne avec son ami et locataire L. Ron Hubbard, le tout dans le but d'attirer une femme « élémentaire » pour être son amant. En rencontrant Cameron avec ses cheveux roux et ses yeux bleus, Parsons la considère comme la personne qu'il a invoqué. Après s'être rencontrés au Parsonage le 18 janvier 1946, ils sont instantanément attirés l'un vers l'autre et passent les deux semaines suivantes dans la chambre de Parsons. Bien que Cameron l'ignore, Parsons y voit une forme de magie sexuelle qui fait partie du Babalon Working, un rite pour invoquer la naissance de la déesse Thélémite Babalon sur Terre sous forme humaine.
Lors d'une brève visite à New York pour voir une amie, Cameron découvre qu'elle est enceinte et décide de se faire avorter. Pendant ce temps, Parsons fonde une entreprise avec Hubbard et la petite amie de Hubbard Sara Northrup nommée Allied Enterprises, dans laquelle il investit ses économies. Il devient vite évident que Hubbard est un filou de confiance, qui tente de fuir avec l'argent de Parsons, ce qui met fin à leur amitié. De retour à Pasadena, Cameron console Parsons en peignant une image de Northrup avec ses jambes coupées sous le genou. Il décide alors de vendre The Parsonage, qui est démoli pour réaménagement, et le couple déménage à Manhattan Beach. Le 19 octobre 1946, lui et Cameron se marient au palais de justice de San Juan Capistrano dans le comté d'Orange, lors d'un service assisté par son meilleur ami Edward Forman. Ayant une aversion pour toute religion, Cameron ne s'intéresse initialement pas aux croyances et aux pratiques occultes Thelemites de Parsons, bien qu'il soutienne qu'elle a un destin important, lui donnant le nom magique de « Candida », souvent abrégé en « Candy », qui devient son surnom.
Au cours de l'hiver 1947, Cameron fait le voyage reliant New York à Paris à bord du SS America avec l'intention d'étudier l'art à l'Académie de la Grande Chaumière, qui, espère-t-elle, l'admettra avec une lettre de recommandation du Art Center College de Pasadena. Elle veut également visiter l'Angleterre et rencontrer Crowley et lui expliquer le Babalon Working de Parsons. Cameron apprend à son arrivée à Paris que Crowley est mort et qu'elle n'a pas été admise à l'académie. Elle trouve le Paris d'après-guerre « extrême et sombre », se lie d'amitié avec Juliette Gréco et passe trois semaines en Suisse avant de rentrer chez elle. Lorsque Cameron développe une catalepsie, Parsons lui suggère de lire les livres de Sylvan Muldoon sur la projection astrale ainsi que Le Rameau d'or de James Frazer, The King and the Corpse de Heinrich Zimmer, et Le Héros aux mille et un visages de Joseph Campbell. Bien qu'elle n'accepte toujours pas le Thelema, elle s'intéresse de plus en plus à l'occulte, et en particulier à l'utilisation du tarot.
La relation de Parsons et Cameron se détériore et ils envisagent le divorce. Pendant que Cameron visite la communauté artistique de San Miguel de Allende au Mexique et se lie d'amitié avec l'artiste Renate Druks, Parsons emménage dans une maison à Redondo Beach et est impliqué dans une brève relation avec une Irlandaise nommée Gladis Gohan avant le retour de Cameron. En mars 1951, Parsons et Cameron déménagent dans la maison des entraîneurs au 1071 South Orange Grove, alors qu'il commencent à travailler à la Bermite Powder Company, construisant des explosifs pour l'industrie cinématographique. Ils organisent des fêtes auxquelles assistent en grande partie des bohèmes et des membres de la Beat Generation, et Cameron fréquente les clubs de jazz de Central Avenue avec son ami, le sculpteur Julie Macdonald. Elle produit également des illustrations pour des magazines de mode et vend certaines de ses peintures, y compris à Jirayr Zorthian. Parsons et Cameron décident ensuite de partir au Mexique pendant quelques mois. La veille de leur départ, le 17 juin 1952, il reçoit une commande urgente d'explosifs pour un plateau de tournage et commence à travailler chez lui. Au milieu de ce projet, une explosion détruit le bâtiment, blessant mortellement Parsons. Il est transporté d'urgence à l'hôpital, mais est déclaré mort à son arrivée. Cameron ne veut pas voir le corps et se retire à San Miguel, demandant à son ami George Frey de superviser la crémation.

### The Children, Kenneth Anger et Curtis Harrington: 1952-1968
Pendant son séjour au Mexique, Cameron effectue des rituels de sang dans l'espoir de communiquer avec l'esprit de Parsons ; au cours de ces derniers, elle coupe ses propres poignets. Dans le cadre de ces rituels, elle affirme avoir reçu une nouvelle identité magique, Hilarion. Quand elle entend dire qu'un objet volant non identifié aurait été vu au-dessus du Capitole de Washington DC, elle le considère comme une réponse à la mort de Parsons. Après deux mois au Mexique, elle rentre en Californie et fait une tentative de suicide. De plus en plus intéressée par l'occultisme, elle lit les papiers de son mari. Embrassant ses croyances Thelemithe, elle en vient à comprendre son but dans la réalisation du Babalon Working et finit également par croire que l'esprit de Babalon s'est incarné en elle. Elle en vient aussi à croire que Parsons a été assassiné par la police ou les antisionistes et poursuit ses tentatives de projection astrale pour communier avec son esprit.
Son état mental se détériore et elle est convaincue qu'un essai nucléaire sur l'atoll d'Eniwetok entraînerait la destruction de la côte californienne. Il n'y a aucune preuve concluante qu'elle est institutionnalisée dans un service psychiatrique pendant cette période, avant d'avoir une brève liaison avec le joueur de jazz afro-américain Leroy Booth, une relation illégale à l'époque. À un certain point durant cette période, elle vite avec le Thelemite Wilfred Talbot Smith (en) et sa femme, bien qu'il pense qu'elle a « une araignée au plafond » et ignore ce qu'il décrit comme ses « Méandres mentales folles ».
En décembre 1952, Cameron déménage dans un ranch abandonné à Beaumont, en Californie, à environ 150 km de la plage de Redondo. Avec l'aide de Druks et de Paul Mathison, elle rassemble autour d'elle un groupe hétéroclite de pratiquants de la magie qu'elle appelle « The Children ». Composée intentionnellement de membres de différentes races, elle supervise une gamme de rituels de magie sexuelle dans le but de créer une race de « moonchildren » (Enfant de la lune) métis qui seront consacrés à Horus. Elle tombe enceinte à la suite de ces rites et appelle son futur enfant « Wormwood Star » (Étoile d'armoise), bien que la grossesse se termine par une fausse couche. Au fil du temps, nombre de ses associés au sein de The Children prennent leurs distances, notamment en raison de ses déclarations de plus en plus apocalyptiques ; elle affirme que le Mexique est sur le point de conquérir les États-Unis, qu'une guerre raciale va éclater dans l'Ancien Monde et qu'une comète frappera la Terre et qu'une soucoupe volante la sauvera, elle et ses disciples, et les emmèneront sur Mars. Au cours de ses rituels magiques, elle utilise une gamme de drogues, y compris de la marijuana, du peyotl et des champignons magiques, et en juin 1953, elle visite Los Angeles pour assister à une conférence de Gerald Heard sur les utilisations des hallucinogènes pour élargir l'esprit. Cameron souffre d'hallucinations auditives, d'épisodes fréquents de dépression et de sautes d'humeur dramatiques. Pendant cette période, elle correspond avec la Thelemite Jane Wolfe, bien que d'autres Thelemites et associés de Crowley tels que Karl Germer et Gerald Yorke la considérent comme folle.Après avoir utilisé le texte de divination chinois I Ching, Cameron retourne à Los Angeles, emménagent avec Booth jusqu'à ce que le duo soit arrêté pour possession illégale de drogue. Libérée sous caution, elle emménage dans la maison de Druks à Malibu, et à travers elle, rejoint le cercle artistique d'avant-garde entourant le mondain Samson De Brier (en). C'est à travers ce cercle que Cameron rencontre le cinéaste Thelemite Kenneth Anger, et après une soirée intitulée « Come As Your Madness » organisée par Mathison et Druks, il décide de produire un film mettant en vedette Cameron et d'autres membres du groupe. Le film résultant devient Inauguration of the Pleasure Dome. Après avoir vu le film, le Thelemite anglais Kenneth Grant écrit à Cameron lui demandant de venir en Angleterre pour rejoindre son groupe basé à Londres, le New Isis Lodge ; Cameron ne répondra jamais.
Grâce à des amis communs, Cameron rencontre Sheridan "Sherry" Kimmel, et les deux débutent une relation. Vétéran de la Seconde Guerre mondiale originaire de Floride, Kimmel souffre de troubles de stress post-traumatique, ce qui lui cause souvent de graves sautes d'humeur. Il développe un intérêt pour l'occultisme et devient intensément jaloux de l'influence continue de Parsons sur Cameron, détruisant les notes de celui-ci sur le Babalon Working qu'elle a gardé. Cameron tombe de nouveau encente, même si elle ne sait pas qui est le père. Elle donne naissance à une fille, Crystal Eve Kimmel, la veille de Noël 1955. Elle permet à sa fille de se comporter comme elle le veut, considérant que c'est la meilleure façon d'apprendre. Avec son ami, le cinéaste Curtis Harrington, Cameron produit ensuite un court métrage, The Wormwood Star, qui est filmé au domicile du collectionneur d'art multimillionnaire Edward James ; le film présente des images des peintures de Cameron et des récitations de ses poèmes.
À l'automne 1956, la première exposition de Cameron a lieu dans l'atelier de Walter Hopp à Brentwood ; plusieurs tableaux sont détruits lorsque la galerie prend feu. À la même période, Cameron est présentée à l'acteur Dean Stockwell lors d'un récital public de sa poésie ; il la présente ensuite à son ami et collègue acteur Dennis Hopper. Elle est également une associée de l'artiste Wallace Berman, qui utilise une photo d'elle sur le devant du premier volume de son journal d'art, Semina. Le volume comprend également le dessin de Cameron, Peyote Vision. Cette illustration est présentée dans l'exposition 1957 de Berman à la Galerie Feris de Los Angeles, qui est pillée et arrêtée par la police. Les enquêteurs affirme que Peyote Vision, qui comporte deux figures copulant, est pornographique et indécent, légitimant ainsi leurs actions.
Fin 1957, elle s'installe à San Francisco avec ses amis Norman Rose et David Metzer. Là elle entre dans les mêmes cercles sociaux bohèmes que beaucoup de membres de la Beat Generation et devient une habituée des lectures de poésie d'avant-garde. Elle commence une relation avec l'artiste Burt Shonberg, et avec lui emménage dans un ranch à l'extérieur de Joshua Tree. Ensemble, ils explorent le sujet de l'ufologie et se sont lient d'amitié avec l'ufologue George Van Tassel. Après que Sheridan Kimmel ait été libérée d'un service psychiatrique, Cameron renoue les liens et en 1959, ils se marient lors d'une cérémonie civile à l'hôtel de ville de Santa Monica ; leur relation est tendue et ils se séparent peu après.
En 1960, Cameron apparaît aux côtés de Hopper dans le premier long métrage de Harrington, Marée nocturne. Le film est un succès critique et, bien qu'il ne soit pas largement diffusé, est devenu un film culte. Elle est invitée à apparaître dans le film suivant de Harrington, Le Diable à trois, mais ça ne se fait finalement pas. Après qu'elle est partie vivre à Venise, Los Angeles, un magasin d'art local expose son travail en août 1961. À son retour aux États-Unis, Anger emménage avec Cameron pendant un certain temps, avant que le duo ne déménage dans un appartement sur Silverlake Boulevard au début de 1964 ; Anger reste un peu là avant de partir pour New York. Selon le biographe d'Anger Bill Landis, Cameron est devenue « une figure maternelle plutôt formidable » dans la vie de celui-ci. En octobre 1964, le Cinema Theatre de Los Angeles organise un événement connu sous le nom de The Art Transcendantal of Cameron, qui montre son art et sa poésie et projette certains de ses films; Anger perturbe l'événement en s'opposant à la projection de Inauguration of the Pleasure Dome sans sa permission. Il lance alors une campagne d'affichage, The Cameron File, contre son ancienne amie, la qualifiant de « Marie typhoïde du monde occulte ». La paire finira par se réconcilier, lors d'une visite de Cameron à Anger à San Francisco, où il la présente à Anton LaVey, le fondateur de l'église de Satan. LaVey est ravie de la rencontrer, étant un fan de Marée nocturne.

### Dernières années: 1969-1995
Dans la dernière partie des années 1960, Cameron et sa fille déménagent dans les pueblos de Santa Fe, au Nouveau-Mexique, où elle développe une amitié avec le sculpteur John Chamberlain et apparaît dans son film d'art et d'essai, Thumb Suck, qui ne sera finalement jamais projeté. Pendant son séjour au Nouveau-Mexique, elle souffre d'un poumon effondré et doit être hospitalisée. Sa santé est mauvaise, elle souffre de bronchite chronique et d'emphysème (tous deux aggravés par son tabagisme), tandis que des tremblements des mains l'empêchent de peindre pendant quatre ans. De retour en Californie, en 1969, elle vit dans le secteur Pioneertown de Joshua Tree. De là, elle et sa fille emménage dans un petit bungalow sur North Genesee Avenue dans le quartier de West Hollywood de Los Angeles, qui à l'époque s'est appauvri et associé au crime, aux sex shops et aux cinémas pour adultes ; elle s'y installe jusqu'à son décès.
Vers le milieu des années 1980, elle se concentre davantage sur sa vie de famille, en particulier pour s'occuper de ses petits-enfants. Des voisins se souviennent qu'elle jouait de la harpe celtique dans son jardin et promenait lentement son chien autour du pâté de maisons tout en fumant un joint de marijuana. À un moment donné, elle est arrêtée pour avoir cultivé du cannabis chez elle. Cameron devient une pratiquante régulière de tai-chi, participe à des séances de groupe dans le parc Bronson sous la tutelle de Marshall Ho'o (en) et obtient un certificat d'enseignement en tai chi. Elle s'intéresse également au livre The Mayan Factor de José Argüelles et à The Lion Path de Charles Musès, et entreprend les pratiques néo-chamaniques approuvées dans ce dernier. Elle est aussi influencée par les affirmations faites dans les écrits de l'archéologue Marija Gimbutas au sujet d'une société matriarcale préhistorique consacrée à une déesse. Elle lit Woman and Superwoman d'AS Raleigh, enregistre sa propre lecture et en envoie des copies à ses amis et à la radio publique locale pour diffusion. De tous ses intérêts spirituels disparates, elle conserve toutefois sa foi dans les idées Thélémiques de Crowley.
En plus de divertir de vieux amis qui sont venus lui rendre visite, elle rencontre des occultistes plus jeunes, tels que le Thelemite William Breeze et le musicien industriel Genesis P-Orridge. Elle aide Breeze à co-éditer une collection d'écrits occultes et libertaires de Parsons publiés sous le titre Freedom is a Two-Edged Sword en 1989. Cameron connait le cinéaste expérimental Chick Strand (en) et apparaît dans le projet Loose Ends de 1979, au cours duquel elle raconte l'histoire d'un exorcisme. En 1989, une exposition de son travail intitulée The Pearl of Reprisal a lieu à la Los Angeles Municipal Art Gallery. Il comprend une sélection de ses peintures et une projection de Inauguration of the Pleasure Dome et de The Wormwood Star, tandis qu'elle est présente pour fournir une lecture aux chandelles de sa poésie.

### Mort
Au milieu des années 1990, on lui diagnostique une tumeur du cerveau et elle subit un traitement de radiothérapie, qu'elle complète avec des médecines alternatives. La tumeur étant cancéreuse et métastasée dans ses poumons, elle meurt à l'âge de 73 ans au VA Medical Center le 24 juillet 1995, et reçoit les derniers rites Thélémiques, effectués par une grande prêtresse de l'Ordo Templi Orientis. Son corps est incinéré et ses cendres sont dispersées dans le désert des Mojaves.

## Personnalité
Cameron a préféré être connue sous son nom de famille comme un mononyme. Selon l'historien du Thelema Martin P. Starr, la « personnalité très dominante de Cameron ne pouvait ruiner ses rivaux d'aucune sorte ». L'écrivain de mode Tim Blanks note qu'elle est « une femme charismatique » active dans le « monde de l'art macho » du milieu du XXe siècle, et qu'il n'est pas surprenant à quel point « séduisante et dangereuse » elle devait sembler à Hopper et Stockwell.
Stockwell décrit Cameron comme « une personnalité très, très intense, mais très fascinante ». La considérant comme « une sorcière hors du commun », Hopper la décrit comme ayant une « personnalité contagieuse » par sa présence ; elle est quelqu'un « que vous saviez différent et [elle] avait une qualité magnétique dont vous vouliez être plus proche ». Le photographe Charles Brittin, qui connaissait Cameron sur le circuit artistique de Los Angeles, la voit comme « une personne douce avec une grande personnalité, pas comme certains de ses amis voulaient l'imaginer ». Son amie Shirley Berman la décrit comme ayant « une foule d'amis différents, et je pense qu'elle était une personne différente avec chaque groupe... mais elle a toujours été une personne très gracieuse ».

## Style artistique
Le théoricien des médias numériques Peter Lunenfeld décrit Cameron comme « une de ces personnes pour qui l'art était la vie et la vie était l'art », et donc une compréhension de sa vie est nécessaire pour apprécier son travail. Les croyances occultes de Cameron ont fortement affecté ses œuvres. Selon Priscilla Frank, écrivant pour le Huffington Post, l'œuvre d'art de Cameron fusionne « l'occulte de Crowley avec le surréalisme et le symbolisme des poètes français, produisant des représentations sombres mais fantaisistes bourdonnant d'un pouvoir d'un autre monde ». Le commissaire d'art Philippe Vergne décrit son travail comme étant « au bord du surréalisme et de la psychédélie », incarnant « un aspect de la modernité qui doute profondément et défie la logique cartésienne à un moment de l'histoire où ces valeurs ont montré leurs propres limites ».
Lunenfeld compare les dessins à la plume et à l'encre en noir et blanc de Cameron à ceux de l'artiste anglaise Aubrey Beardsley, notant qu'elle est capable d'une « ligne féroce et paradoxale - à la fois précise et séduisante sans retenue - qui fonctionne à la fois comme une représentation figurative et un talisman émotionnel sans faille ». Il croit que « la passion et l'artisanat » peuvent être vus dans son art de dessiner, mais que cela montre également « une insouciance à laquelle il est difficile de se rapporter dans notre moment post-ironique ». Il discute également de ses aquarelles multicolores perdues qui sont présentées dans The Wormwood Star de Harrington, suggérant qu'elles ressemblent à un storyboard pour un film non réalisé du réalisateur Alejandro Jodorowsky.
Le biographe de Cameron, Spencer Kansa, est d'avis que Cameron présente des parallèles avec l'artiste et occultiste australienne Rosaleen Norton, à la fois en termes d'apparence physique et de similitudes entre leurs styles artistiques. Harrington voit aussi des similitudes dans le travail de Cameron et des artistes Leonora Carrington et Leonor Fini. Sur le site Web de la Fondation Cameron–Parsons, Michael Duncan exprime l'avis que le travail de Cameron rivalise avec celui de « collègues surréalistes » comme Carrington, Fini, Remedios Varo et Ithell Colquhoun, tout en apparaissant également « fascinant et prémonitoire » des œuvres des artistes ultérieurs Kiki Smith, Amy Cutler, Karen Kilimmck et Hernan Bas. Dans les années plus tard, elle est souvent étiquetée à tort comme une membre de la Beat Generation parce qu'elle côtoie plusieurs des mêmes cercles sociaux que les poètes et écrivains de ce groupe. Rejetant cette étiquette, Kansa décrit plutôt Cameron comme « une bohème pré-Beat, dont le cœur était dans le romantisme ».

## Héritage
La réputation de Cameron en tant qu'artiste s’accroît après sa mort. En 2006, son ami Scott Hobbs créé la Fondation Cameron–Parsons pour servir d'archive, stocker et promouvoir son travail. En 1995, sa peinture Peyote Vision est incluse dans le cadre d'une exposition « Beat Culture and the New American » tenue au Whitney Museum of American Art à New York. Certaines de ses œuvres d'art sont ensuite exposées aux côtés de celles de Crowley et d'autres Thélémites pour l'exposition de 2001 « Reflections of a New Aeon », tenue à la Eleven Seven Gallery de Long Beach en Californie. En 2007, une rétrospective du travail de Cameron a lieu à la galerie Nicole Klagsbrun dans le quartier de Chelsea à New York, tandis que la même année, certaines de ses œuvres sont apparues dans l'exposition itinérante « Semina Culture », consacrée à tous les artistes qui ont contribué au journal de Wallace Berman. En 2008, sa peinture Dark Angel est présentée dans l'exposition "Traces du Sacré" au Centre Georges-Pompidou à Paris. En 2014, une autre rétrospective, intitulée « Cameron: Songs for the Witch Woman », s'est tenue au musée d'Art contemporain de Los Angeles. Cette année-là, l'éditeur britannique Fulgur Esoterica publie un livre contenant des images des œuvres d'art de Cameron et des poèmes de Parsons. En 2015, une rétrospective de son travail intitulée « Cameron: Cinderella of the Wastelands » a lieu au Deitch Projects à Soho, New York City, qui comprend une soirée au cours de laquelle ses amis se sont réunis pour discuter publiquement de son héritage. L'esthétique de Cameron influence aussi le monde de la mode, les designers Pamela Skaist-Levy et Gela Nash-Taylor la reconnaissant comme une inspiration partielle pour leur marque Skaist-Taylor.
Sa vie est connue du grand public grâce à la publication de deux biographies sur Parsons : Sex and Rockets de John Carter et Strange Angel de George Pendle. Une dramatisation de la vie de Parsons est dépeinte dans la pièce Moonchild, jouée au Théâtre Access en 2004 et Cameron est interprétée par Heather Tom. En 2011, Wormwood Star, une biographie de Cameron écrite par le Britannique Spencer Kansa, est publiée, bien qu'elle n'ait pas été autorisée par la Fondation Cameron–Parsons. Kansa a passé près de trois ans aux États-Unis pour faire des recherches sur le livre, interviewant bon nombre des connaissances de Cameron, dont plusieurs sont décédés peu de temps après. Kansa déclare que la plupart de ceux qu'il a interviewés « étaient immensément généreux avec leur temps et leurs souvenirs » mais que « l'un des amis les plus fous de Cameron » a affirmer que Kansa n'était pas un biographe mais un agent du FBI. Écrivant dans la Los Angeles Review of Books, Steffie Nelson note que Kansa fait « les recherches raisonnables en retrouvant les connaissances et les amis d'enfance de Cameron » mais en même temps critique le manque de sources ou de notes de bas de page.

### Traduction
- (en) Cet article est partiellement ou en totalité issu de l’article de Wikipédia en anglais intitulé « Marjorie Cameron » (voir la liste des auteurs).

### Filmographie
- The Wormwood Star (1955), court métrage portrait de Cameron par Curtis Harrington